# Evropské politické společenství
Evropské politické společenství bylo navrženo v první polovině 50. let s cílem integrovat existující Evropské společenství uhlí a oceli (ESUO) a navržené Evropské obranné společenství (EOS). Vedle toho mělo přinést nové integrační prvky, především společný trh a koordinaci zahraniční politiky. Poklud by spolu s EOS vzniklo, připomínalo by v mnohém dnešní Evropskou unii, avšak v některých ohledech i více integrovanou či supranacionální.
Návrh smlouvy o Evropském politickém společenství byl vypracován v letech 1952-1953 tzv. 'Ad hoc shromážděním' složeným ze zástupců Shromáždění ESUO (nynější Evropský parlament) a devíti zástupců Poradního shromáždění Rady Evropy. Návrh počítal s evropským dvoukomorovým parlamentem s přímo volenou dolní komorou (Sněmovna národů) a Senátem jmenovaným národními parlamenty a supranacionální exekutivou odpovědnou oběma komorám tohoto parlamentu. Vedle toho měl vzniknout i Soudní dvůr a poradní Ekonomická a sociální rada.
Projekt Evropského politického společenství selhal v roce 1954, kdy bylo jasné, že Smlouva o EOS nebude ratifikována ve francouzském Národním shromáždění, které se obávalo, že by projekt znamenal nepřijatelnou ztrátu národní suverenity. Od plánu na Evropské politické společenství bylo tedy upuštěno.